# پلسیویل، کبک (قصبه)
پلِسیویل (به فرانسوی: Plessisville) قصبه‌ای در منطقه شهری لرابل ناحیه سانتر-دو-کبک در استان کبک کانادا است. در سرشماری سال ۲۰۱۱ این قصبه ۲٬۶۲۹ نفر جمعیت داشته‌است و مساحت آن ۱۳۶٫۲۹ کیلومتر مربع است.